# Alex Kingston

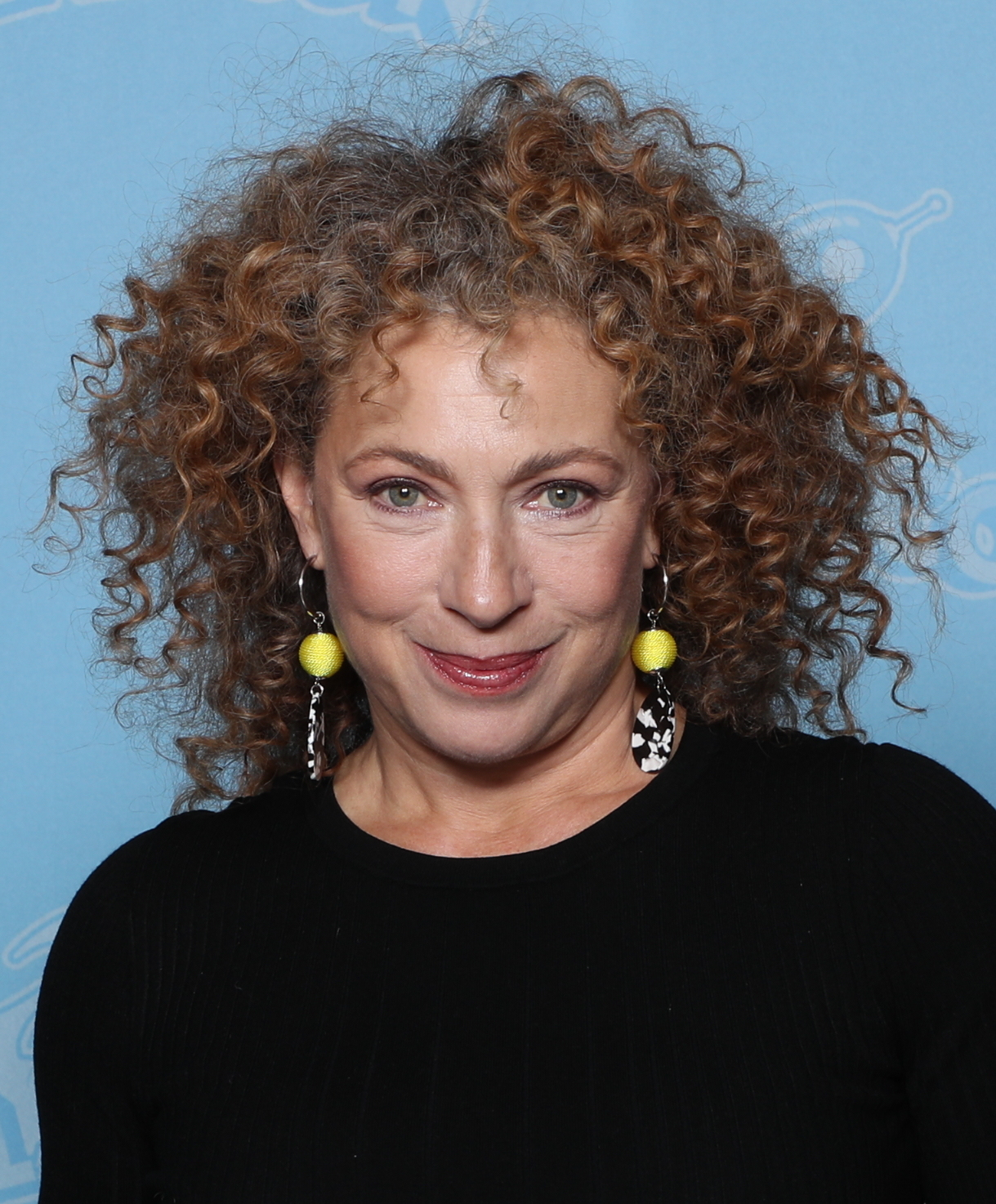
Alex Kingston (2019)

Alexandra Elizabeth „Alex“ Kingston (* 11. März 1963 in Epsom, Surrey) ist eine britische Schauspielerin.

## Leben und Karriere
Alex Kingston wurde am 11. März 1963 als Tochter von Anthony Kingston und dessen deutscher Frau Margarethe Kingston – geborene Renneisen – in Epsom in der englischen Grafschaft Surrey geboren. Ihr Onkel ist der deutsche Schauspieler Walter Renneisen, der deutsche Schauspieler Mathias Renneisen ist ihr Cousin.
Bekannt ist Kingston in erster Linie für die Darstellung der Dr. Elizabeth Corday in der US-amerikanischen Krankenhausserie Emergency Room – Die Notaufnahme, die sie von 1997 bis 2004 spielte. Sie erklärte zunächst, man hätte sie ihres Alters wegen entlassen. Später nahm sie diese Aussage jedoch zurück. 2009 kehrte sie in zwei Gastauftritten in ihre Rolle zurück.
In der britischen Science-Fiction-Serie Doctor Who verkörperte Kingston von 2008 bis 2015 wiederkehrend die Rolle der River Song.
In ihrer ersten Ehe von 1993 bis zum Oktober 1997 war Kingston mit dem britischen Schauspielkollegen Ralph Fiennes verheiratet. Am 29. Dezember 1998 heiratete sie Florian Haertel, einen deutschen Journalisten. Die gemeinsame Tochter wurde am 28. März 2001 geboren und spielte in einer Episode von Emergency Room in der 8. Staffel ihre Serientochter. 2010 trennte sie sich von ihrem zweiten Ehemann. Am 18. Juli 2015 heiratete sie in Rom den Fernsehproduzenten Jonathan Stamp. Sie spricht fließend Deutsch.

## Filmografie (Auswahl)
- 1989: Der Koch, der Dieb, seine Frau und ihr Liebhaber (The Cook the Thief His Wife & Her Lover)
- 1996: Die skandalösen Abenteuer der Moll Flanders (The Fortunes and Misfortunes of Moll Flanders, Fernsehfilm)
- 1997–2009: Emergency Room – Die Notaufnahme (ER, Fernsehserie, 160 Folgen)
- 1998: Croupier – Das tödliche Spiel mit dem Glück (Croupier)
- 2000: Gangsters – The Essex Boys (Essex Boys)
- 2003: Boudica
- 2005: Der Poseidon-Anschlag (The Poseidon Adventure, Fernsehfilm)
- 2005: Without a Trace – Spurlos verschwunden (Without a Trace, Fernsehserie, Folge 4x06)
- 2006: Alpha Dog – Tödliche Freundschaften (Alpha Dog)
- 2008: Wenn Jane Austen wüsste (Jane Austen’s Lost in Austen, Fernsehfilm)
- 2008–2015: Doctor Who (Fernsehserie, 17 Folgen)
- 2009–2010: Law & Order: Special Victims Unit (Fernsehserie, 4 Folgen)
- 2009–2010: FlashForward (Fernsehserie, 3 Folgen)
- 2010: Ben Hur
- 2011: Private Practice (Fernsehserie, 2 Folgen)
- 2012: Navy CIS (NCIS, Fernsehserie, Folge 10x08)
- 2013–2016: Arrow (Fernsehserie, 7 Folgen)
- 2016: Gilmore Girls: Ein neues Jahr (Gilmore Girls: A Year in the Life, Miniserie, 2 Folgen)
- 2016, 2021: Blue Bloods – Crime Scene New York (Blue Bloods, Fernsehserie, 2 Folgen)
- 2018–2022: A Discovery of Witches (Fernsehserie, 20 Folgen)
- 2019: The Widow (Fernsehserie, 7 Folgen)
- 2022: Treason (Fernsehserie, 5 Folgen)
- 2024: The Killer’s Game
- 2024: Douglas is Cancelled (Miniserie, 4 Folgen)

## Veröffentlichungen
- Doctor Who: The Ruby's Curse. BBC Books, London 2021, ISBN 978-1-78594-713-1. (mit Jacqueline Rayner)